# Nemzeti bajnokság I 1903
Třetí ročník Nemzeti bajnokság I 1903 (1. maďarské fotbalové ligy) se konal v roce 1903.
Turnaje se účastnilo osm klubů, které byli v jedné skupině a hrály dvakrát každý s každým. Soutěž ovládl poprvé ve své klubové historii Ferencvárosi TC.